# Église des Érémitiques de Padoue
L'église des Érémitiques (en italien, Chiesa degli Eremitani) est une église de Padoue édifiée en 1276 pour honorer les saints Philippe et Jacques et dont le nom vient de l'ancien couvent des Ermites de saint Augustin, maintenant siège des musées civiques de la ville.

## Histoire
L'église et l'ancien couvent ont été gravement endommagés par un bombardement aérien le 11 mars 1944 ; les dégâts sont très lourds: la façade, le plafond et l'abside sont complètement détruits, de même que les chapelles Dotto et Ovetari. L'église a été complètement restaurée après la Seconde Guerre mondiale.

## L’extérieur
À l'angle droit de la façade une statue de Nicolas de Tolentino. Le portail latéral sur le flanc droit date de la fin du Moyen Âge, il est décoré de douze bas-reliefs représentant les mois, œuvre du Florentin Niccolò Baroncelli et datant de 1422.

## Intérieur
Le plafond de la nef, en carêne fidèlement reconstruit après le bombardement de 1944, fut initialement construit par Fra Giovanni degli Eremitani en 1306.
S'y trouvent des fresques de Guariento di Arpo : des allégories des planètes, sur la chaire quelques épisodes en couleurs, un Ecce Homo et sur les murs la vie de saint Augustin, entre autres. On peut y voir également du même artiste, les peintures sur bois des Scènes de la vie du Christ, avec des Archanges de 1354.
La tombe d'Adriaan van de Spiegel.

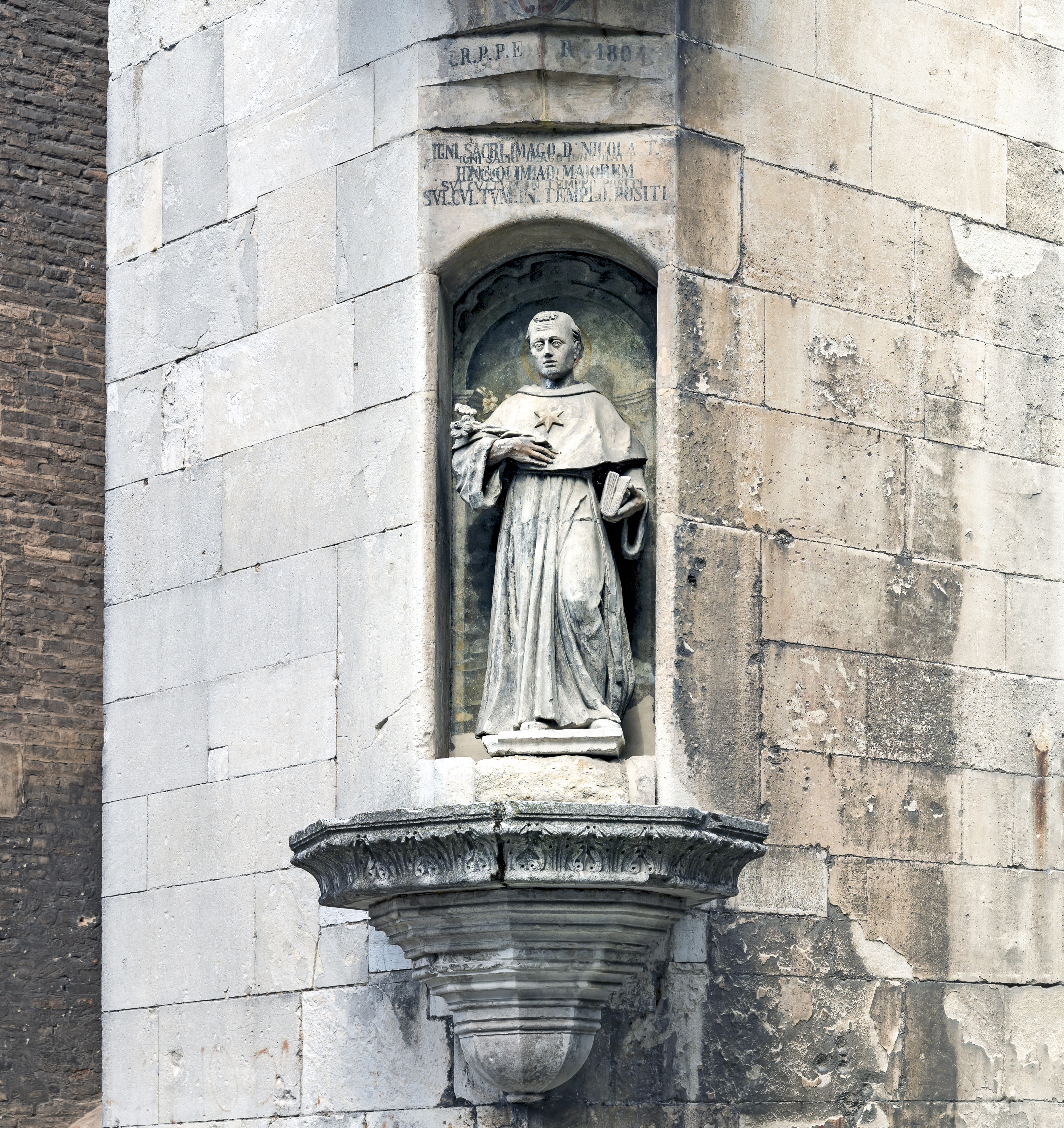
Nicolas de Tolentino
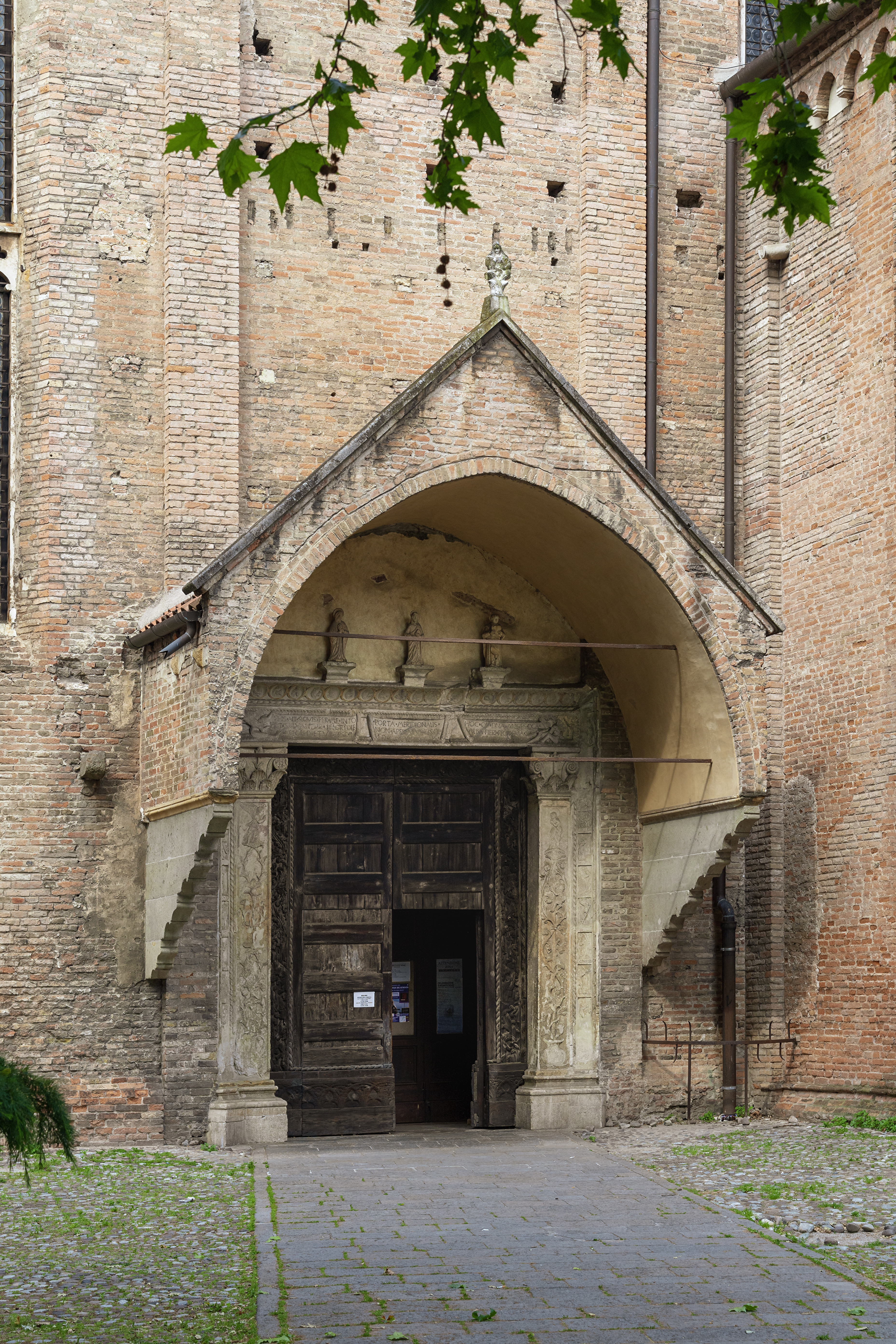
Portail latéral sur le flanc droit de 1422.
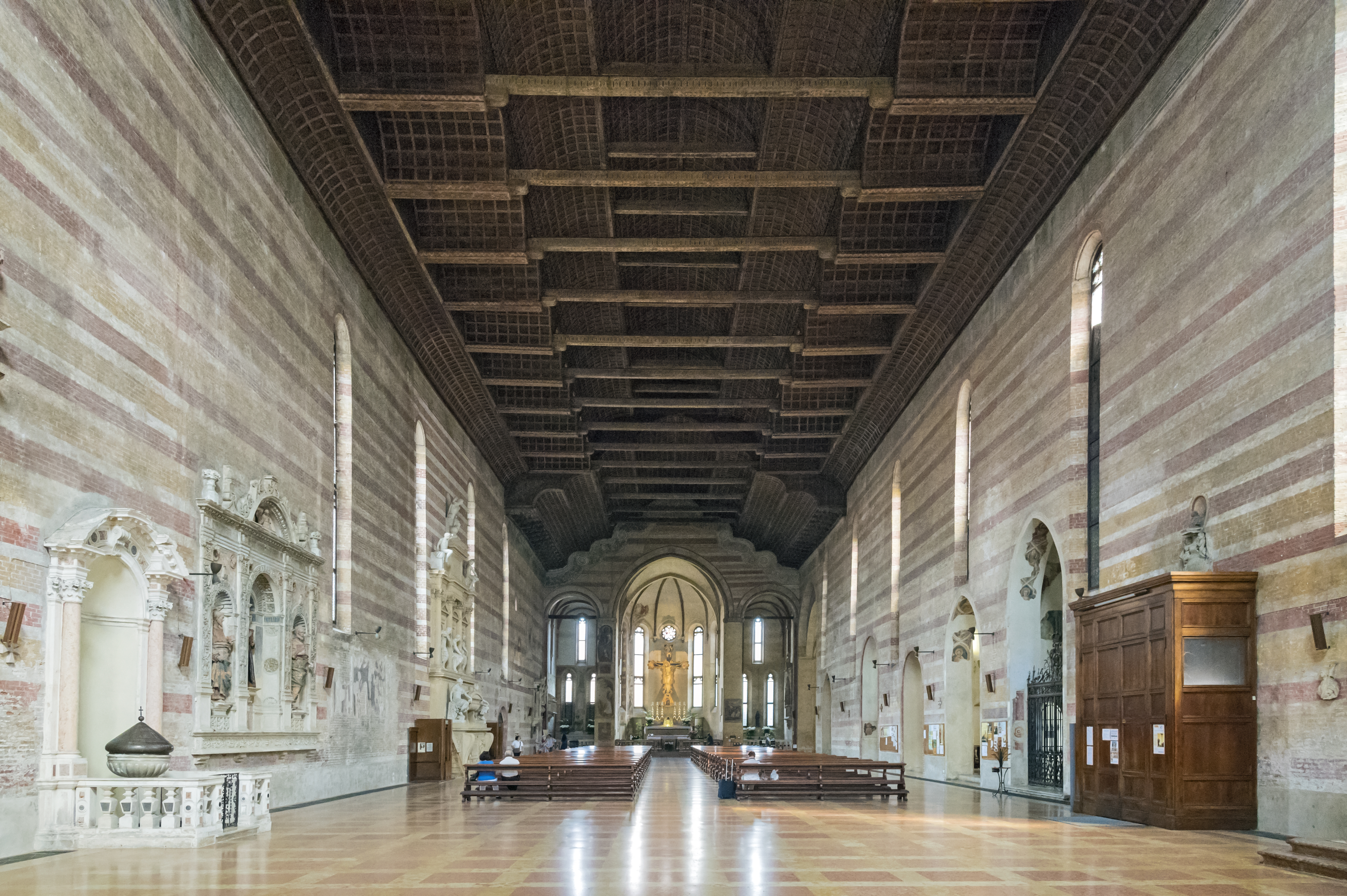
Vue de la nef vers le chœur
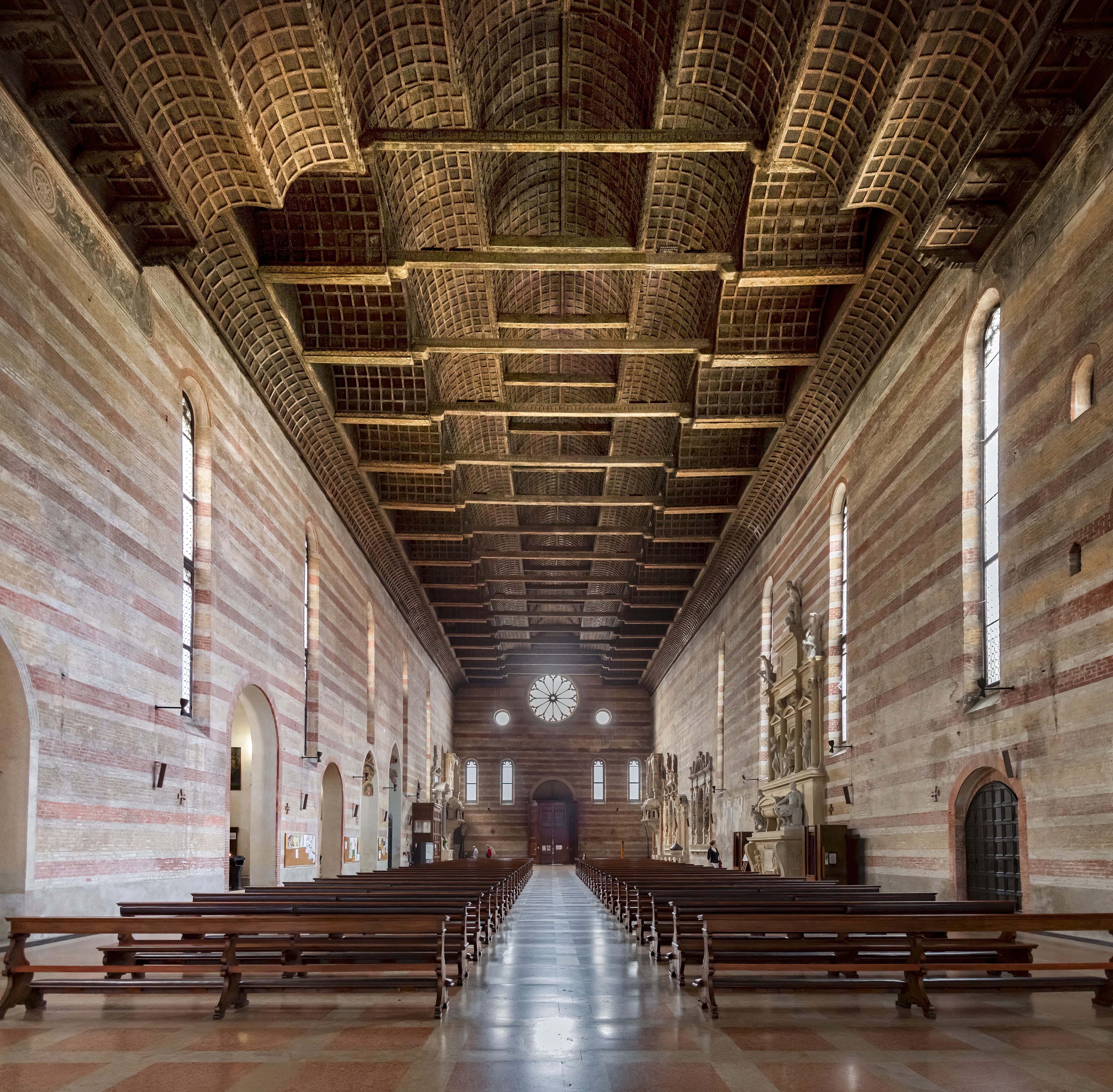
Vue de la nef vers la contre-façade

### Côté gauche de la nef
- La tombe de Jacopo de Carrara (1324) par Andriolo de Santi, la vierge centrale du sarcophage est de Bonino da Campione.
- Autel Ave Regina Caelorum L'architecte et sculpteur en est Bonino da Campione le décor à fresque et la Vierge à l'enfant sont de Stefano da Ferrara.
- les fonts baptismaux.
- Un fragment de fresque gothique du XIVe siècle : la Crucifixion
- Le Mausolée de Marco Mantua Bonavides : Après son transfert de Mantoue à Padoue, le savant érudit et écrivain Marco Mantua Benavides en 1544 a fait construire un grandiose mausolée par le sculpteur florentin Bartolomeo Ammannati. Sur les côtés du sarcophage, il y a les deux statues du Travail et de la Patience, tandis que dans la partie supérieure il y a une statue qui représente le commendataire entre le Temps et la Renommée. L'ensemble est dominé par l'Immortalité. Le monument est fait de pierre jaune de Nanto, tandis que les statues sont en marbre blanc.

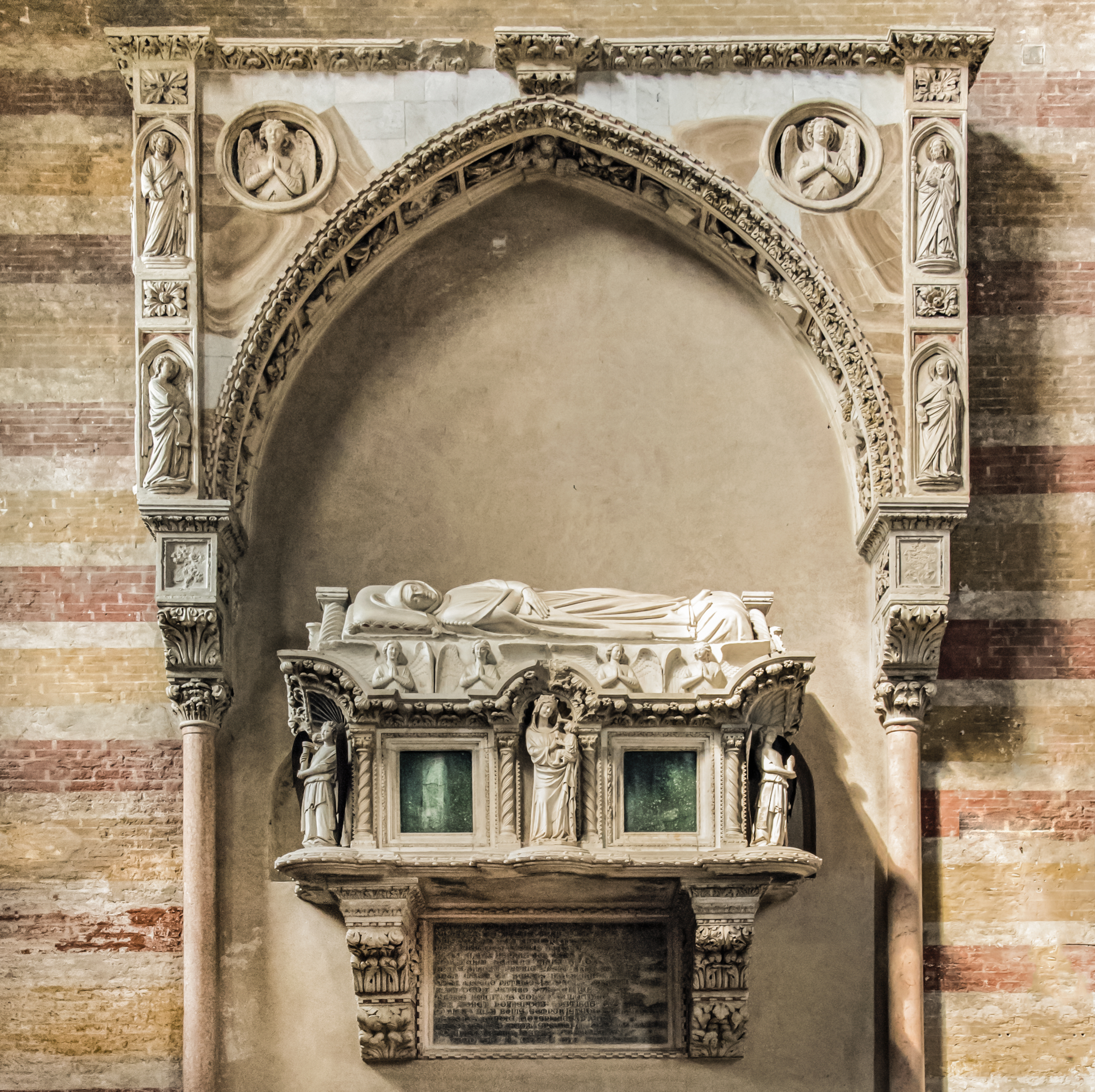
Tombe de Jacopo II da Carrara
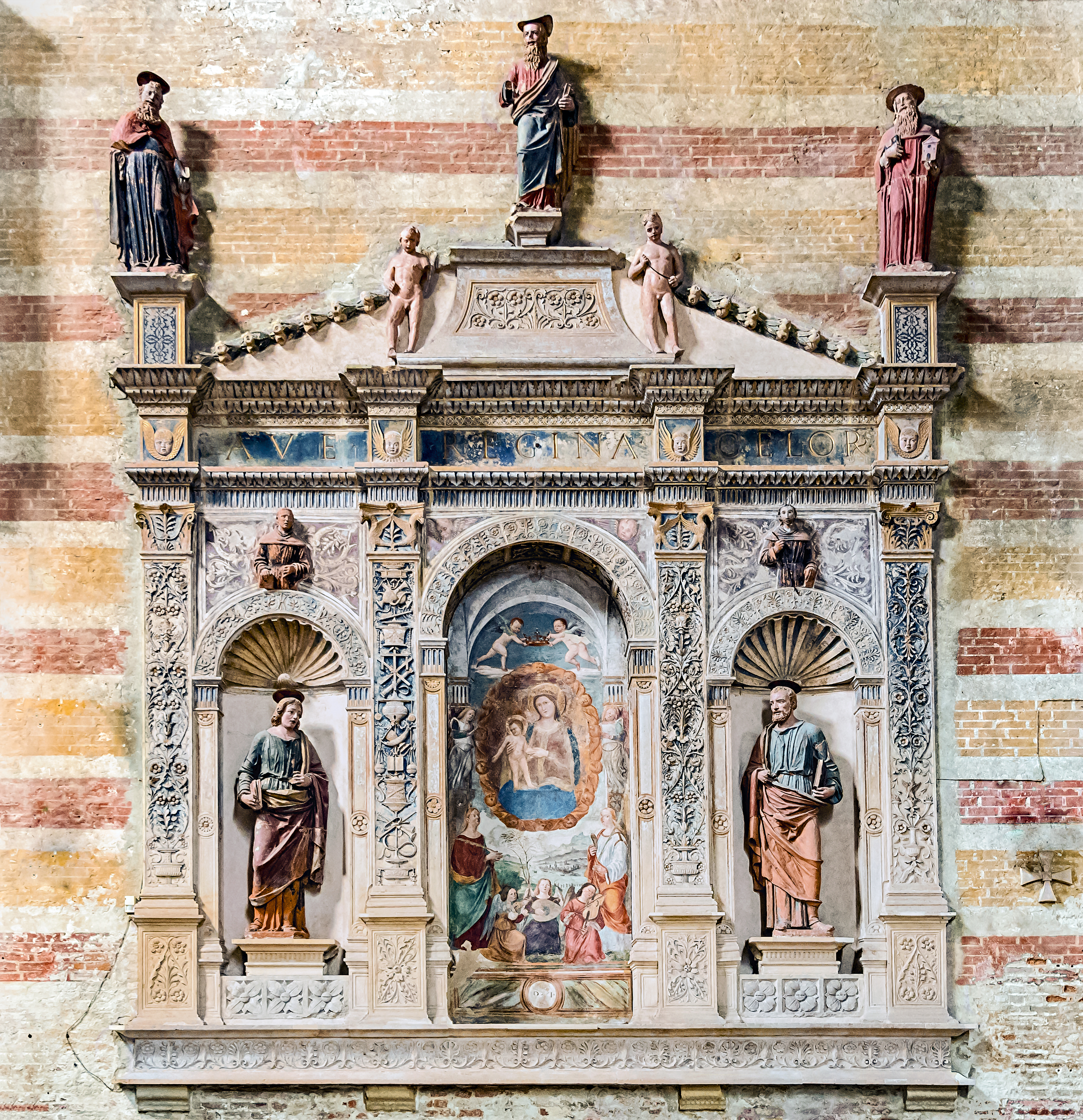
Autel Ave Regina Caelorum
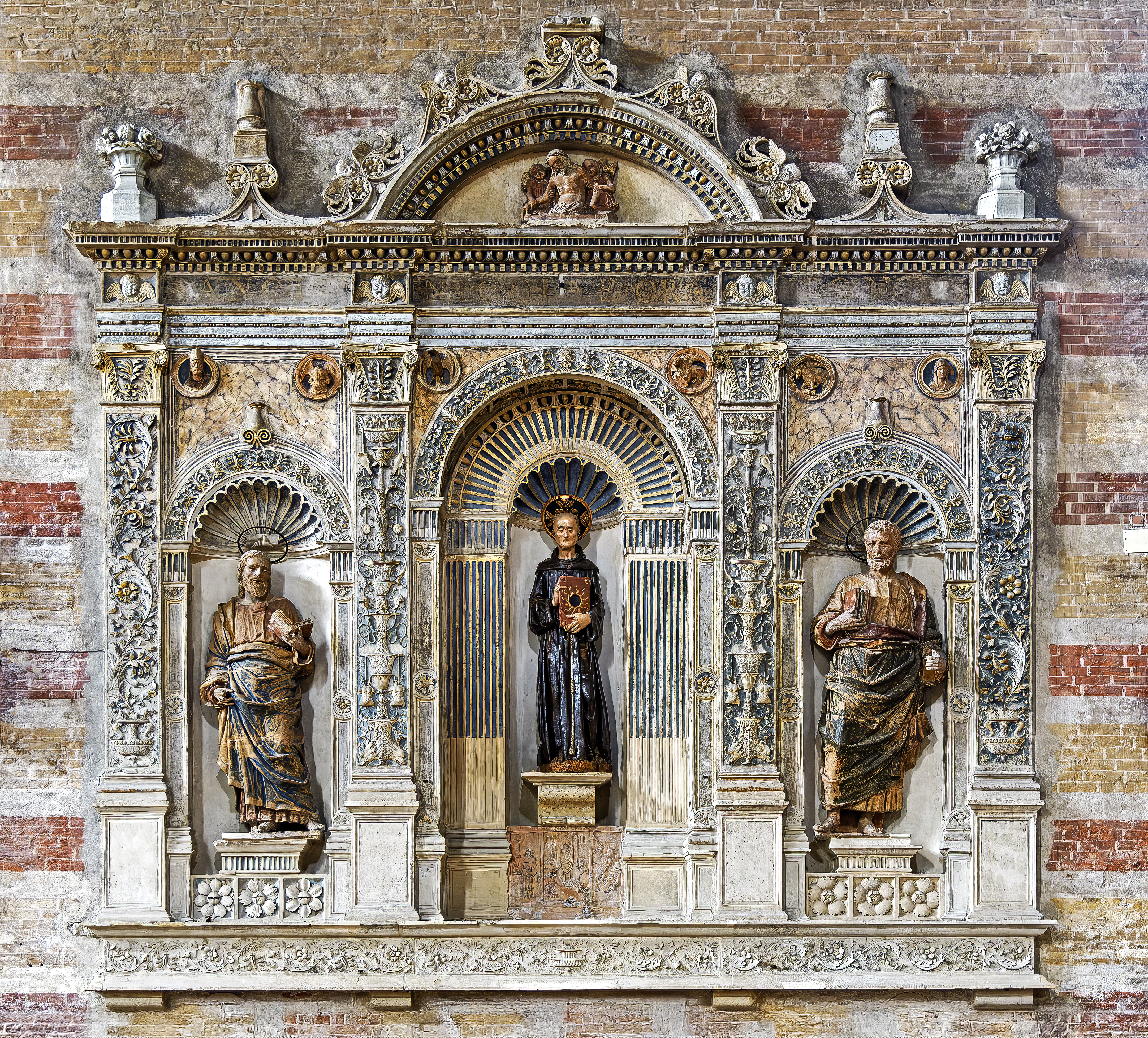
Autel de Nicola da Tolentino
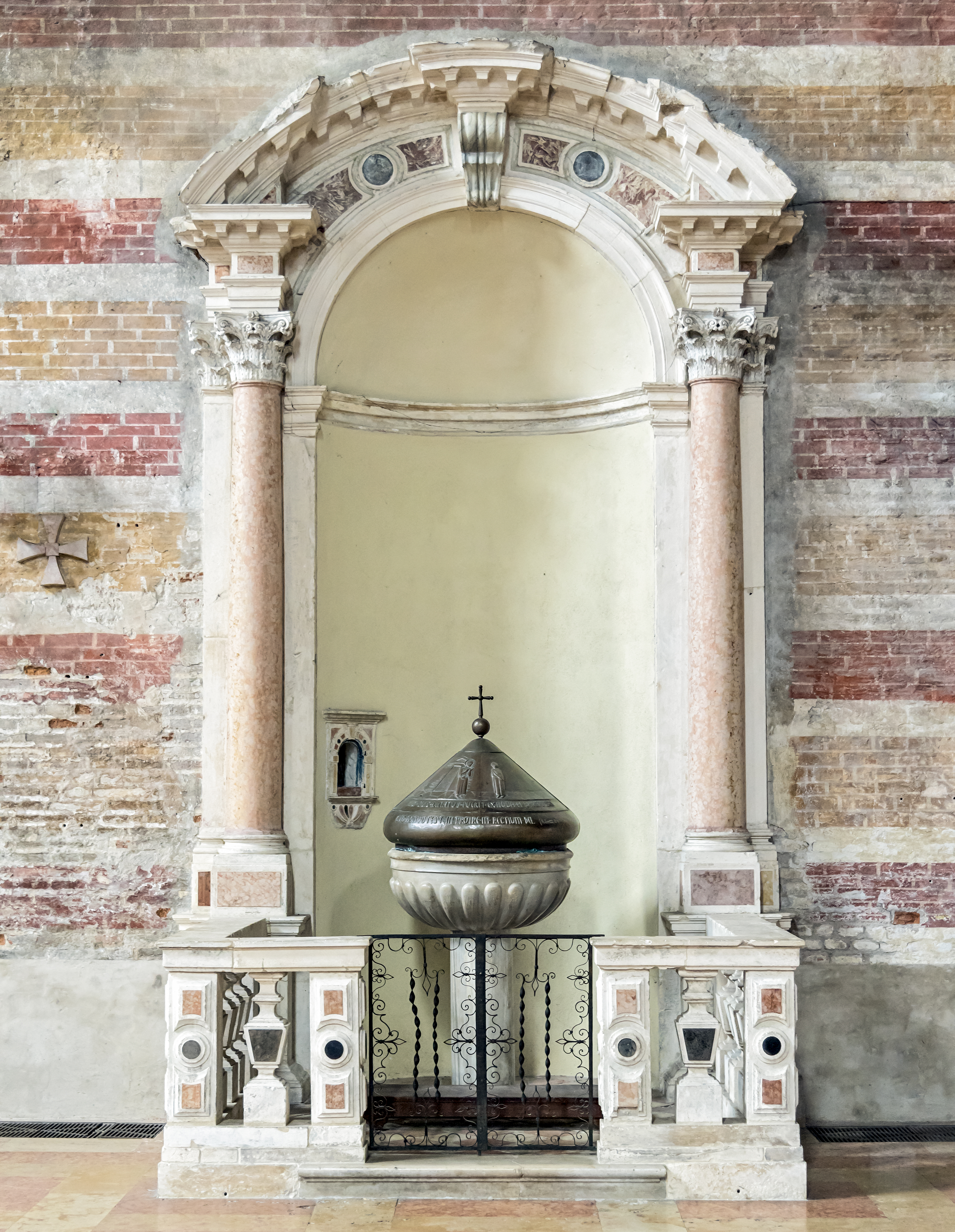
Les fonts baptismaux

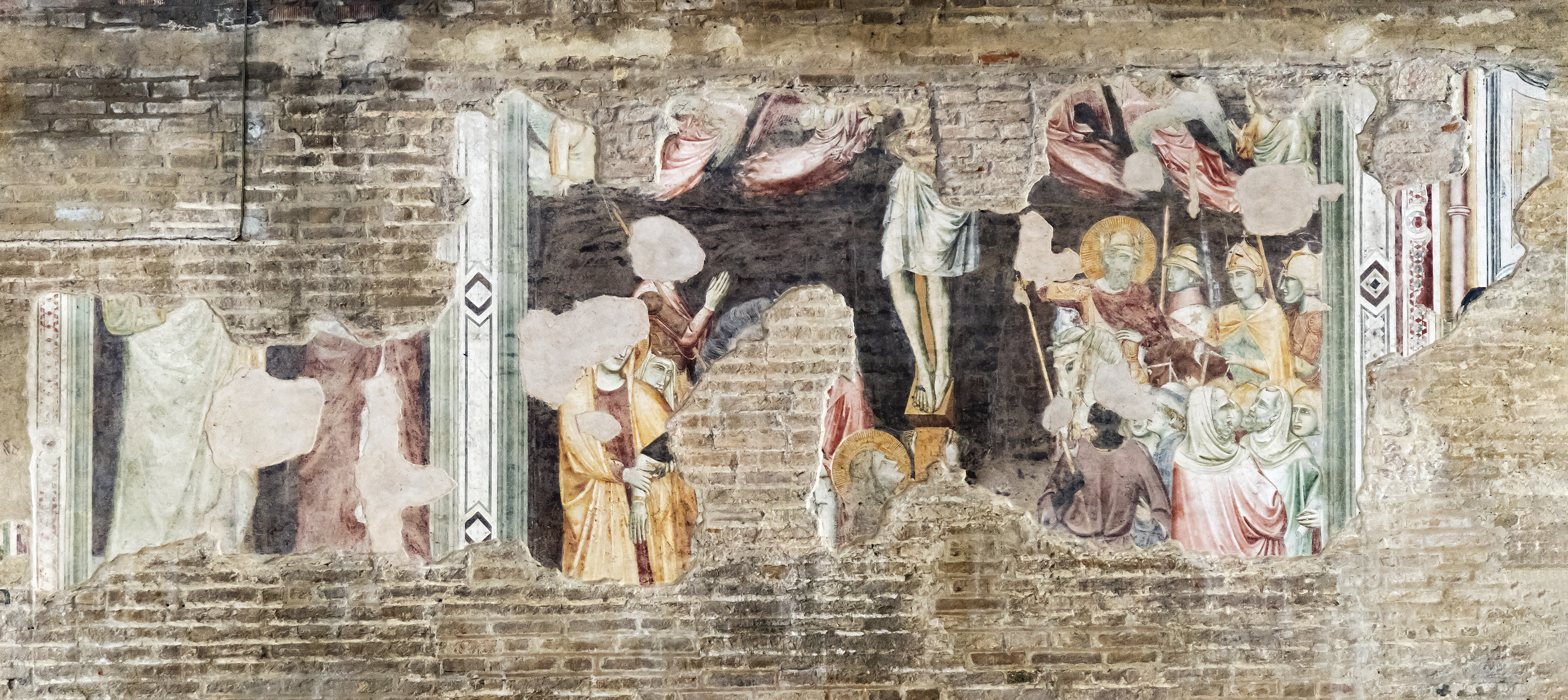
Crucifixion XIVe siècle
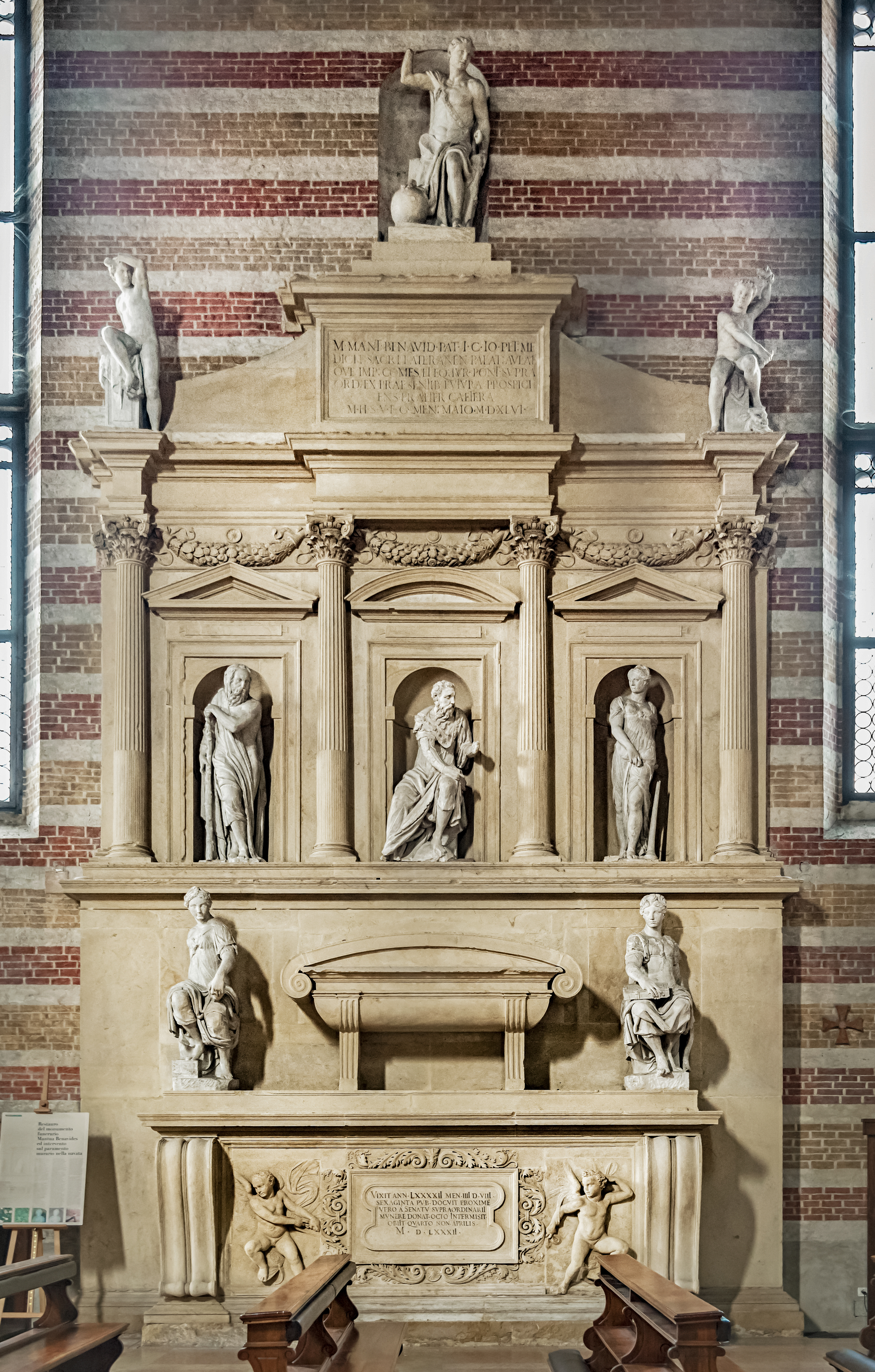
Mausolée de Marco Mantua Bonavides

### Côté droit de la nef
La tombe d'Ubertino da Carrara (1345) Andriolo de Santi, la vierge centrale du sarcophage est de Bonino da Campione.

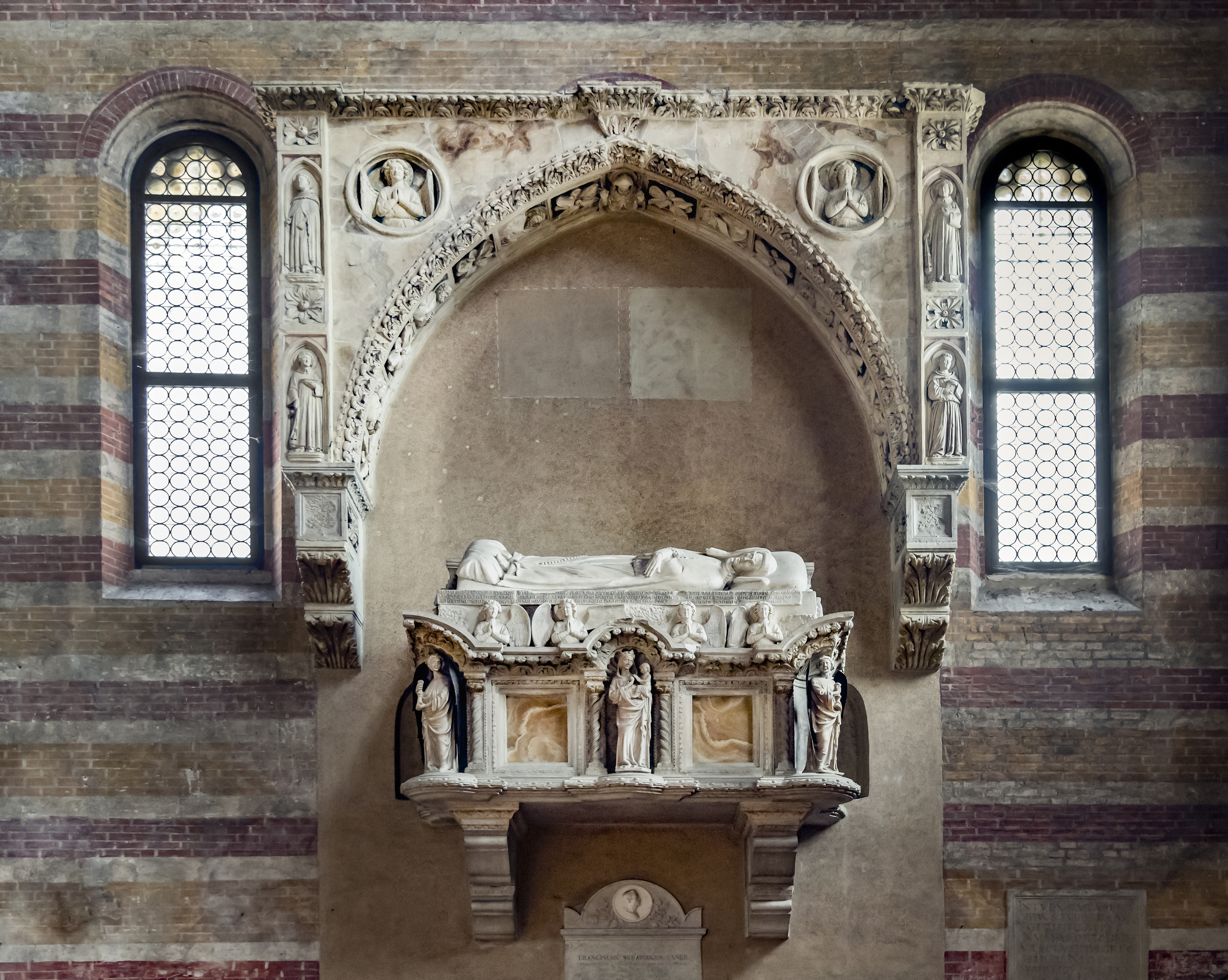
Tombe d'Ubertino da Carrara
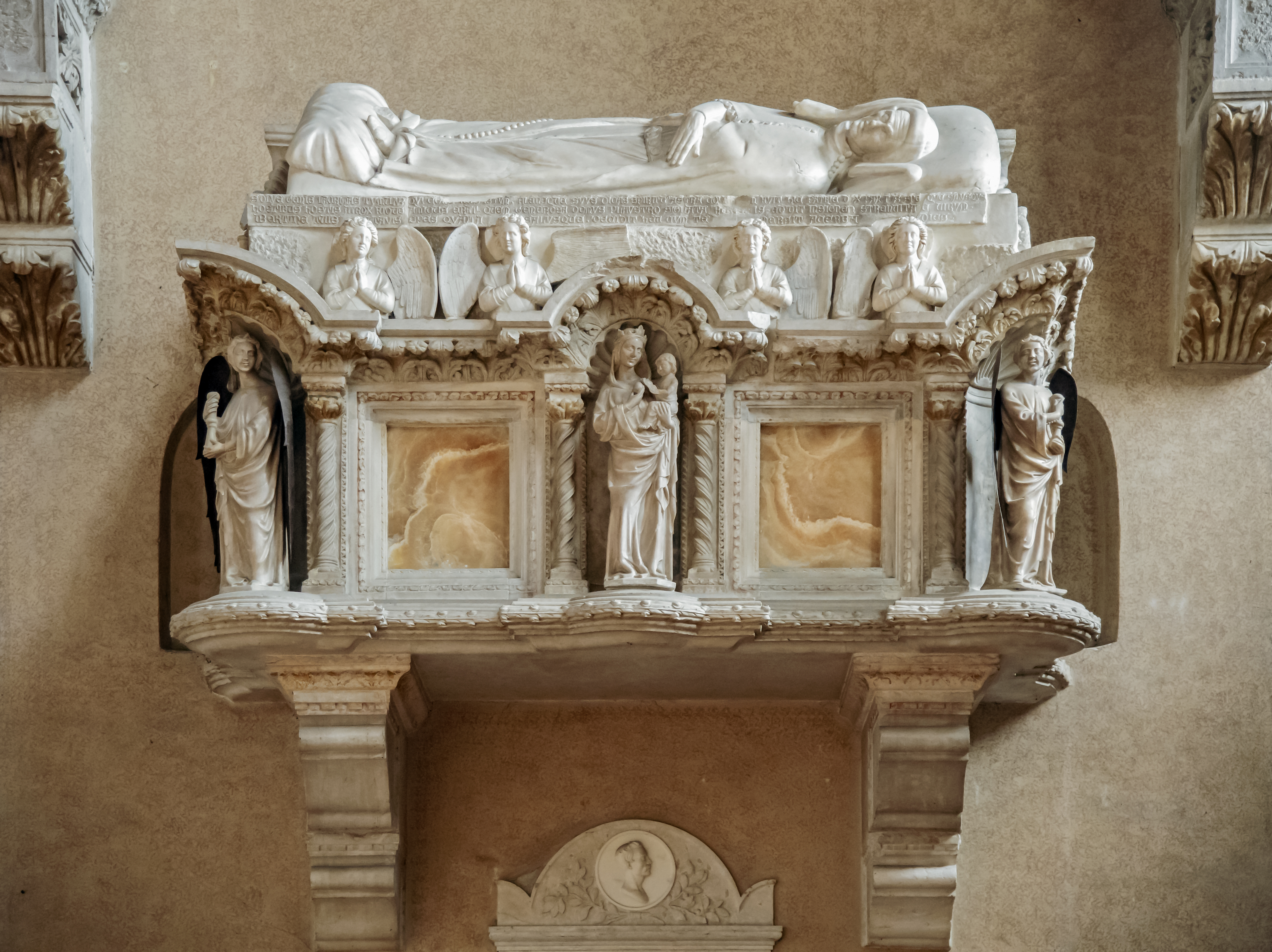
Le sarcophage avec la vierge de Bonino da Campione

### Abside et chœur
La longue nef de l'église se termine  par le chœur, flanqué  de deux chapelles absidiales étroites qui ne font pas saillie vers l'extérieur. Les chapelles sont dédiées à la famille Dotto (à droite) et à la famille Sanguinacci (à gauche). Il y a deux monuments sépulcraux du XIVe siècle.
Sur la gauche, la tombe d'Ilario Sanguinacci, podestat de Bologne et de Florence, décédé en 1381.
De la décoration du chœur ne subsiste que les fresques du mur de gauche, œuvre de Guariento (1361-1655). Le sujet est le cycle de l’histoire des saints Filippo et Agostino.
Entre le chœur et la chapelle Ovetari se trouve la petite chapelle Dotto; sur le mur de droite, il y a le monument funéraire de Francesco Dotto.

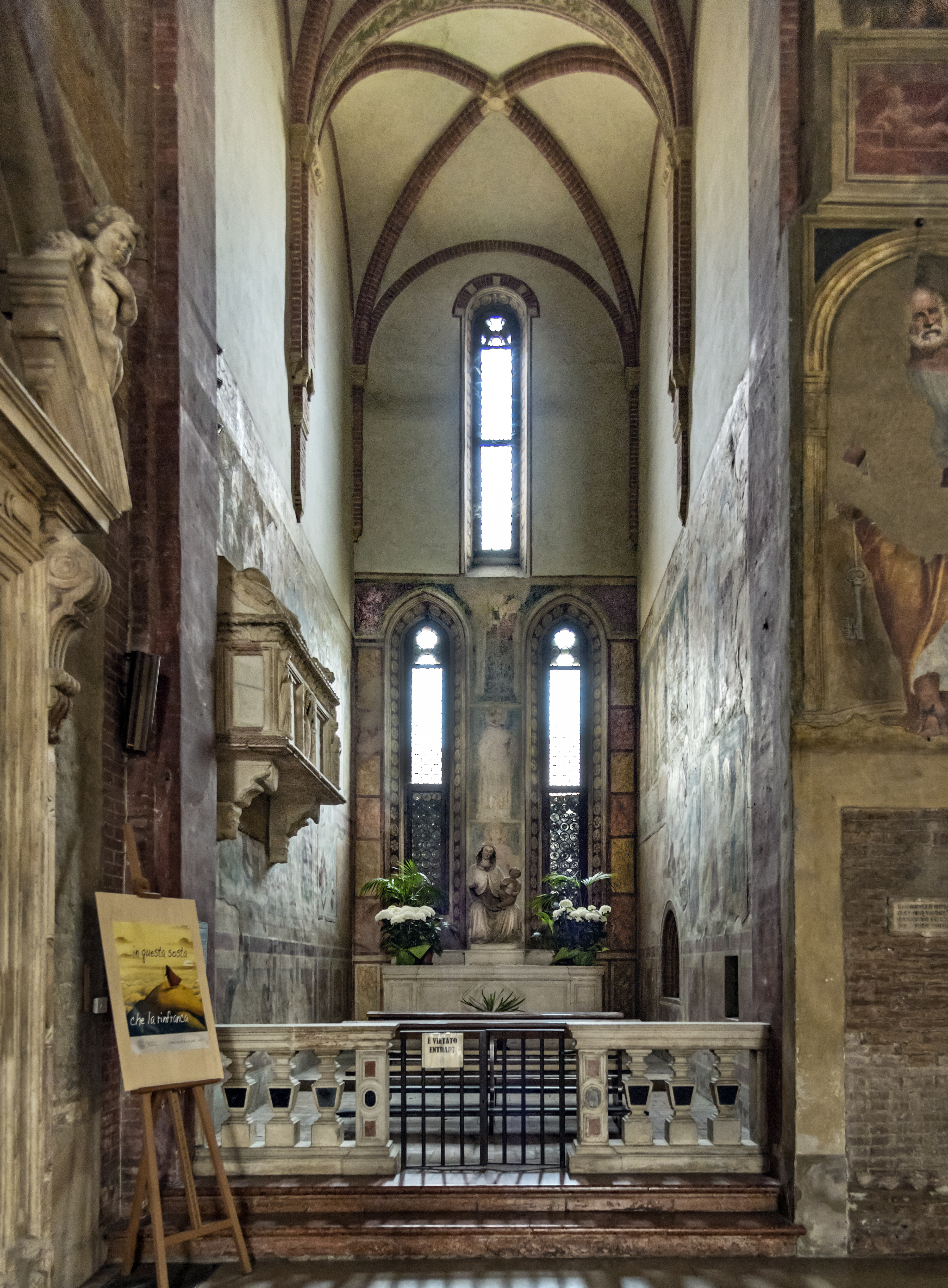
Chapelle de la famille Sanguinacci
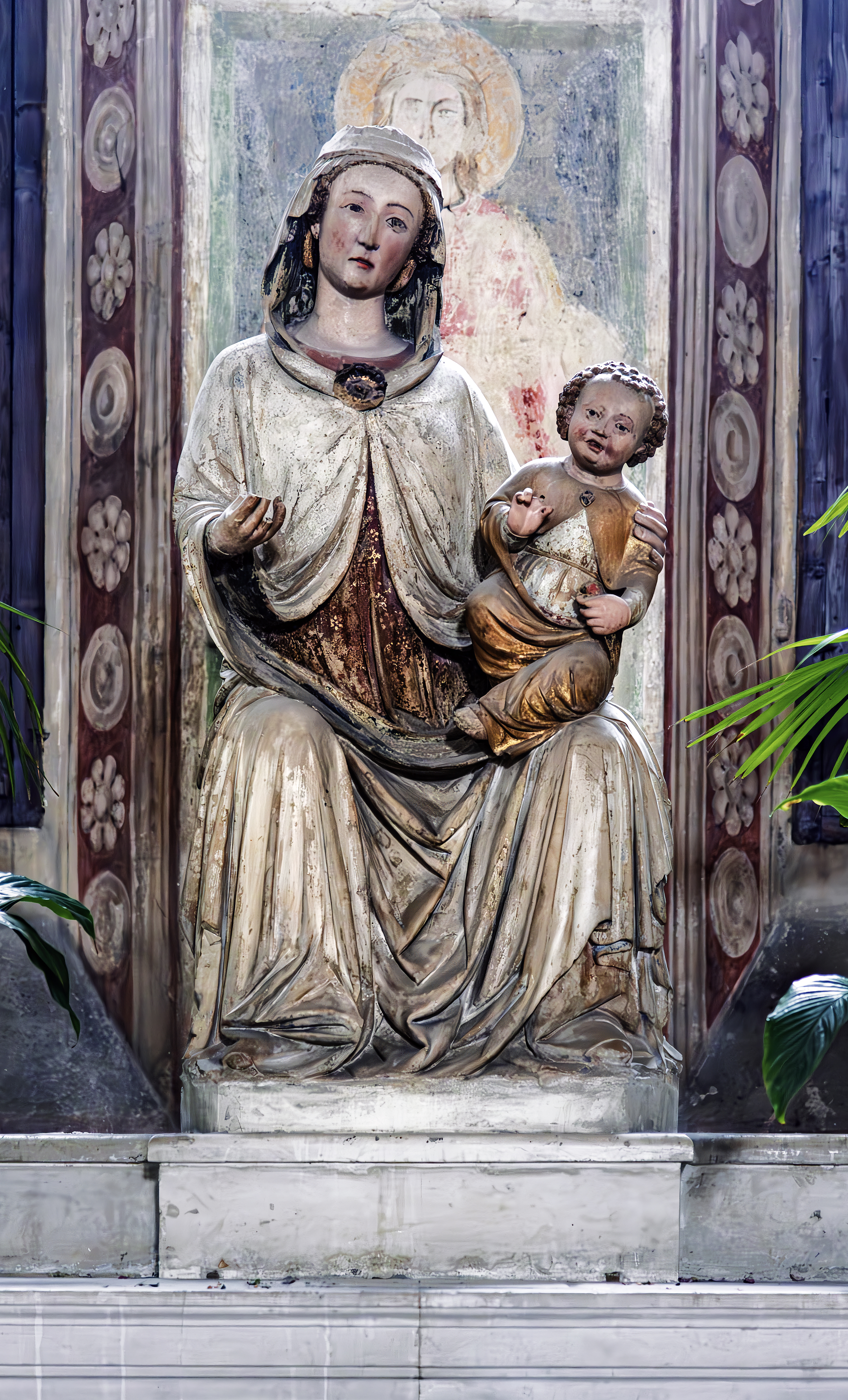
Vierge à l'Enfant de la chapelle de la famille Sanguinacci
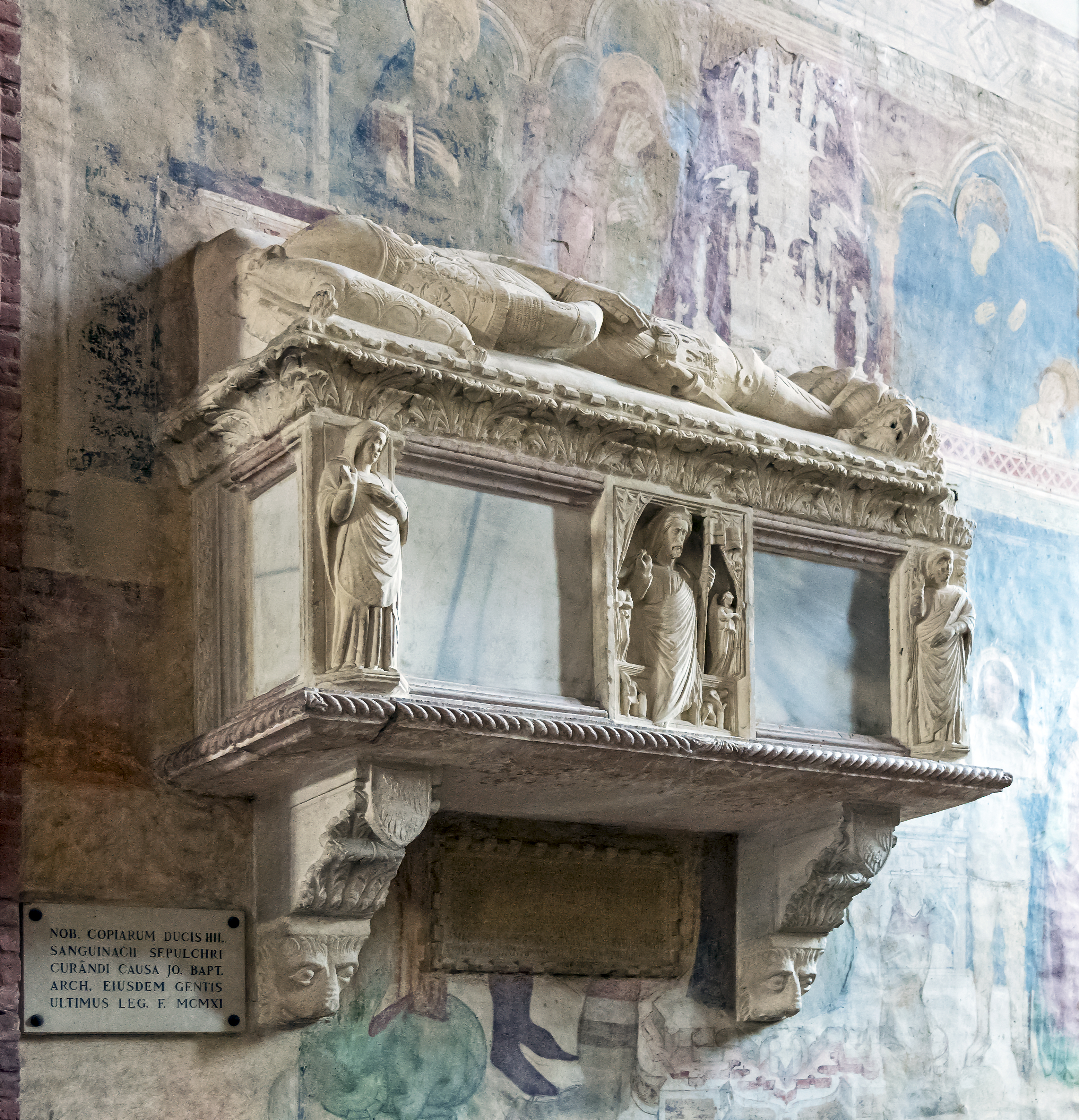
Tombe d'Ilario Sanguinacci
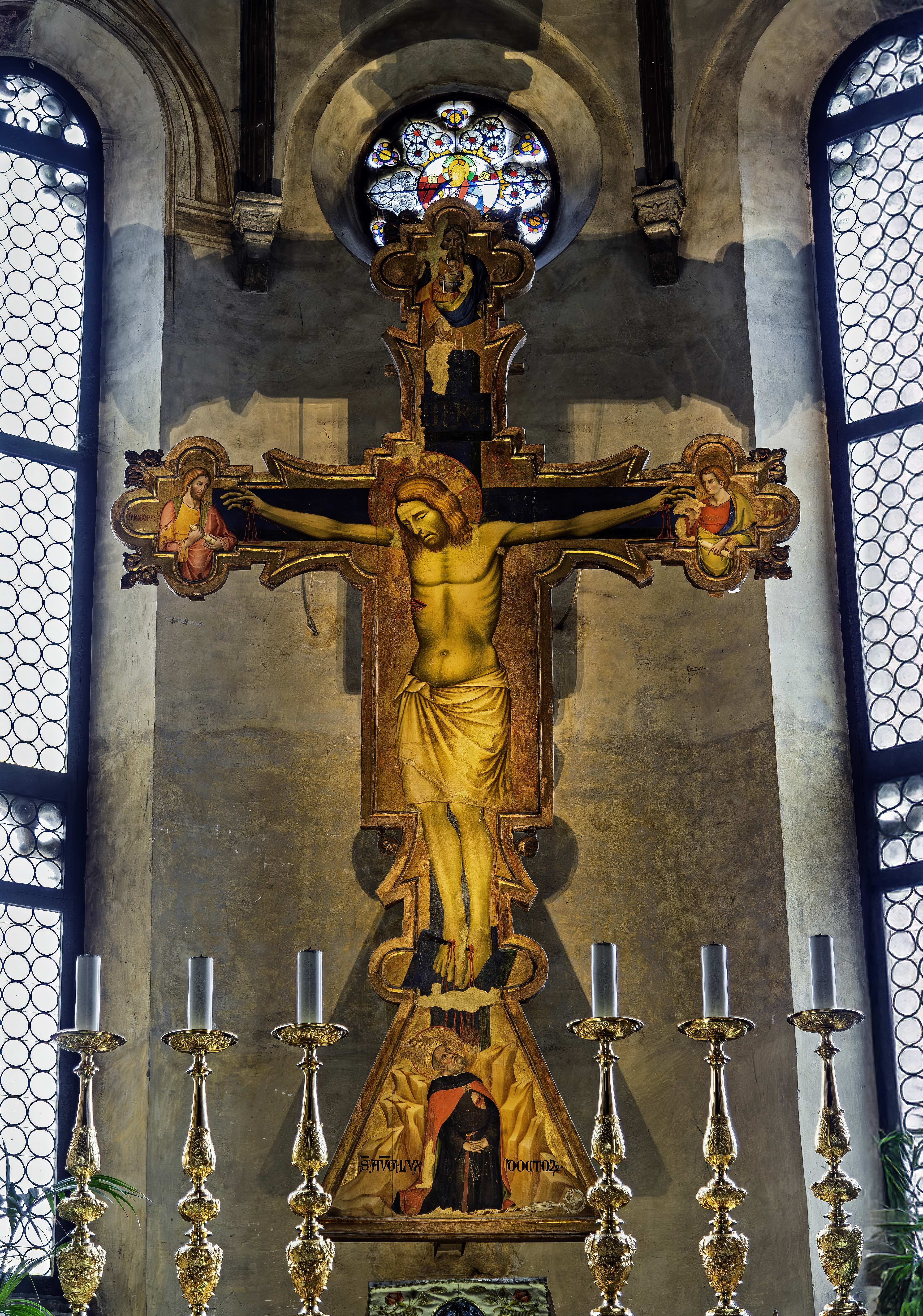
La crucifixion par Niccolò Semitecolo
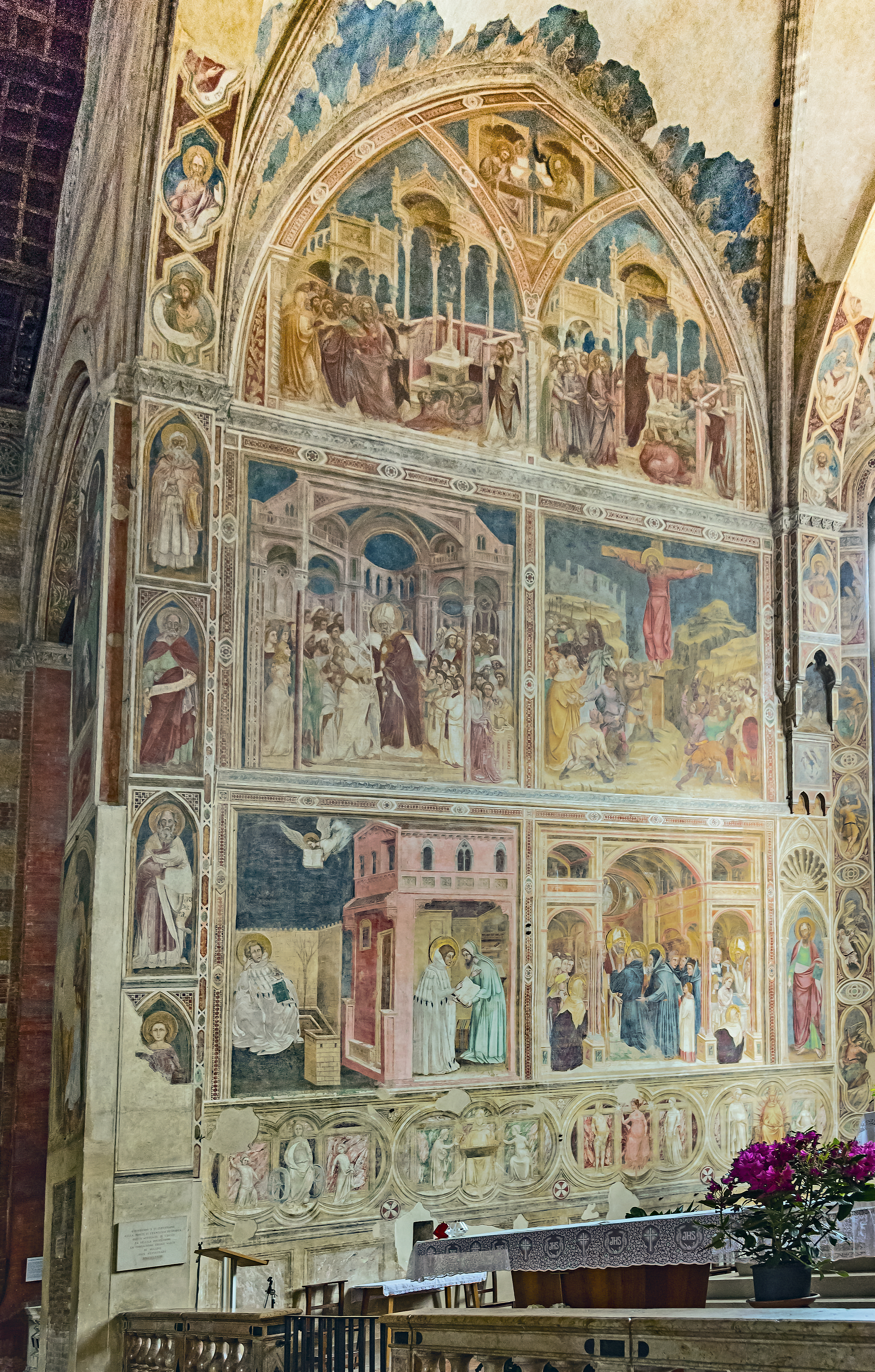
Cycle de l’histoire des saints Filippo et Agostino
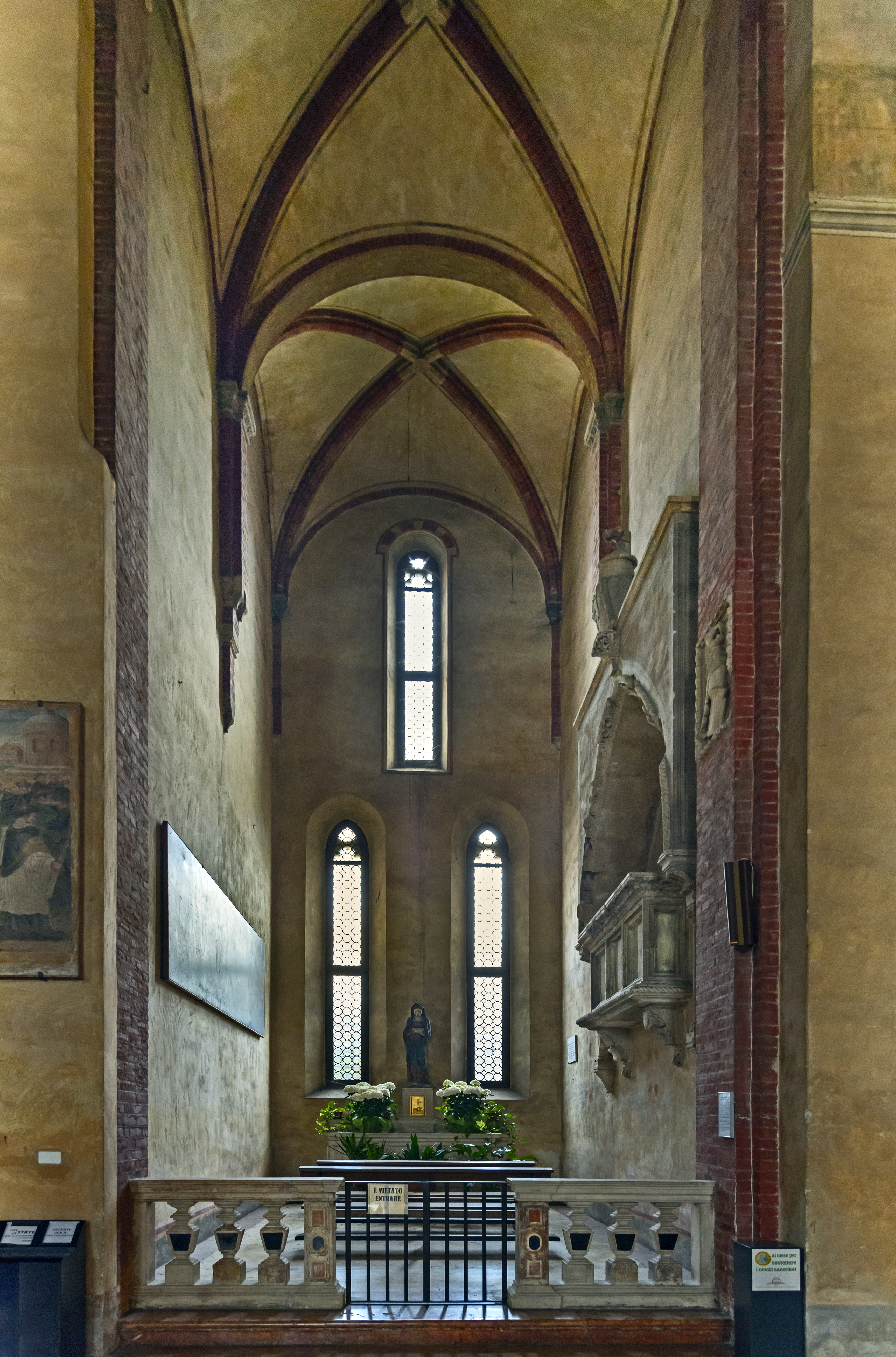
La chapelle de la famille Dotto
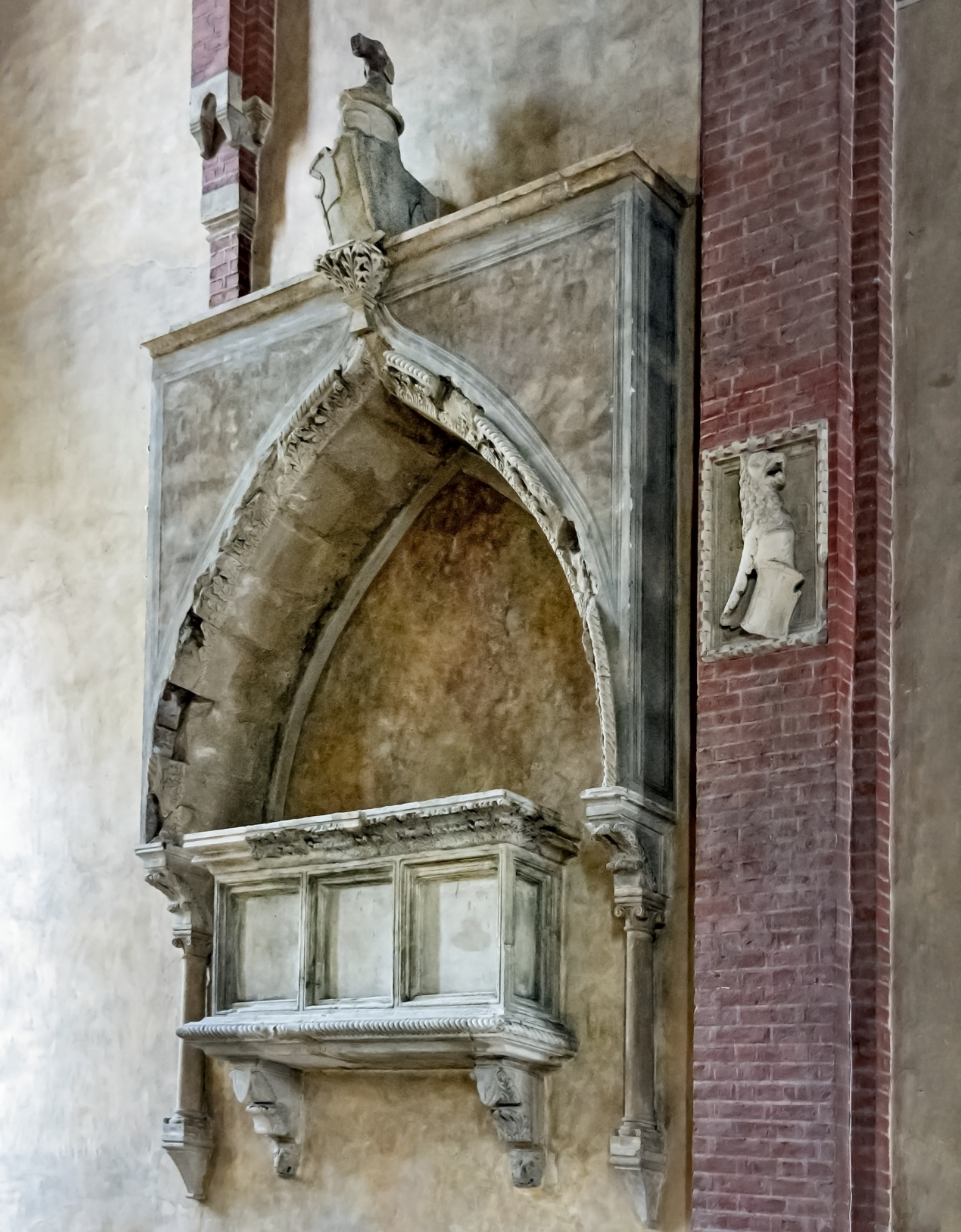
Tombe de Francesco Dotto

### La chapelle d'Ovetari
En 1448, Andrea Mantegna est appelé avec Niccolò Pizzolo et deux peintres vénitiens, Antonio Vivarini et son beau-frère Giovanni d'Alemagna, à travailler à la décoration des fresques de la chapelle d'Ovetari dans l'abside de l'église. Une série d’événements fortuits fait que Mantegna termine seul la plus grande partie du travail.
Les fresques de Mantegna et d'autres peintres, comme Ansuino da Forlì, ont été détruites dans le bombardement allié de 1944 (car proche d'un quartier général allemand). Reconstituées, elles sont exposées au public depuis 2006.

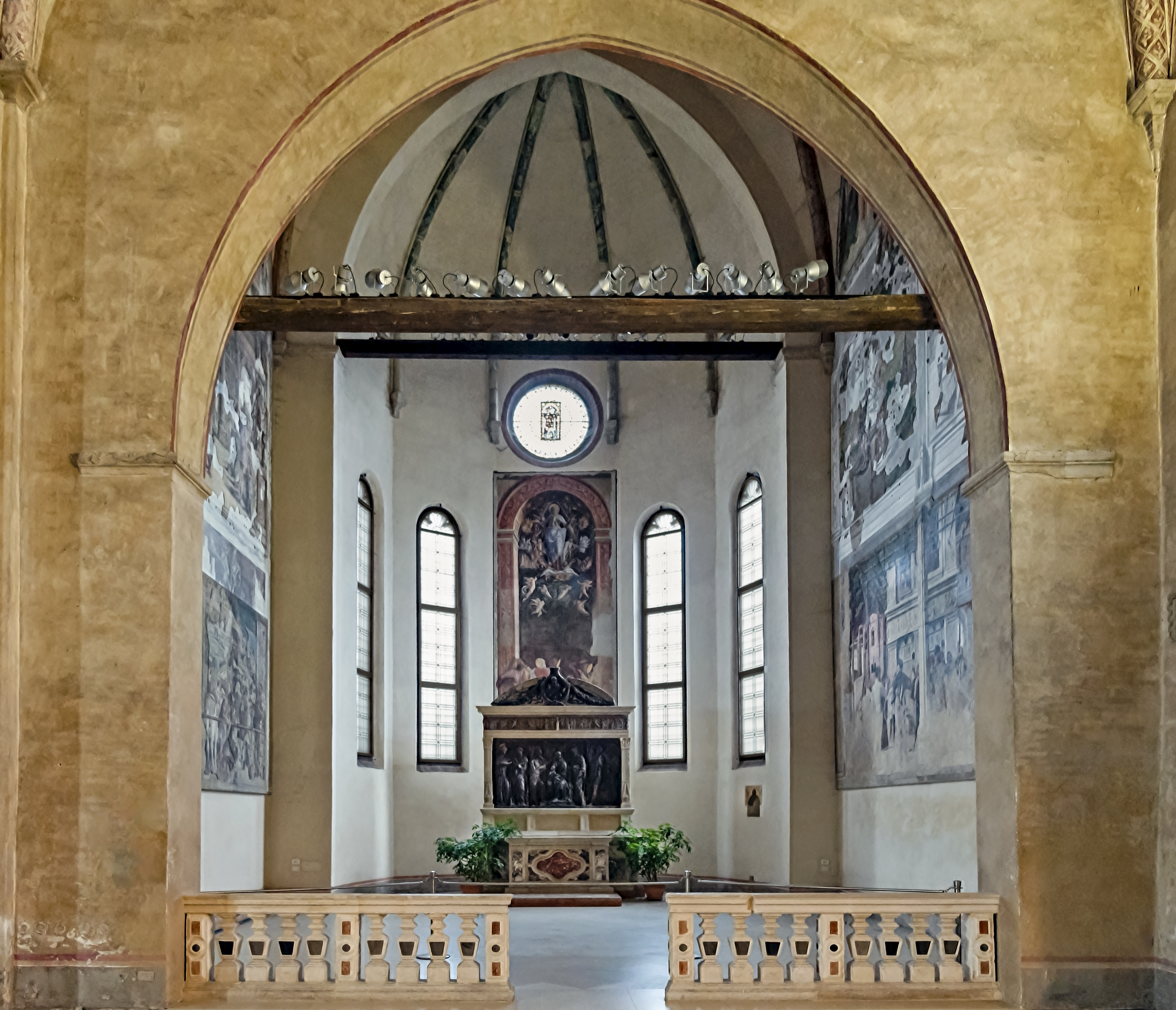
Aspect de la chapelle reconstruite
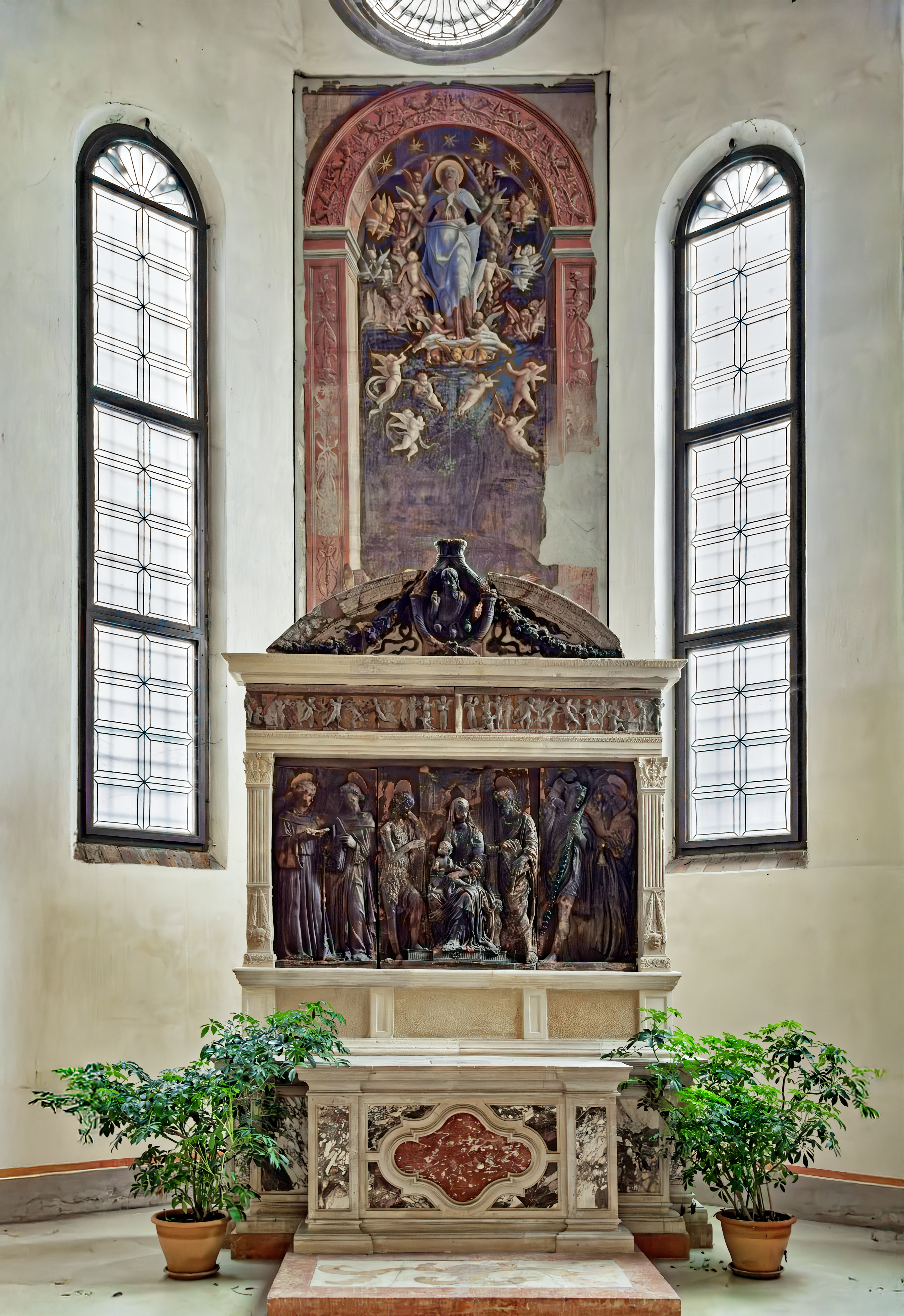
L'autel de la chapelle Ovetari
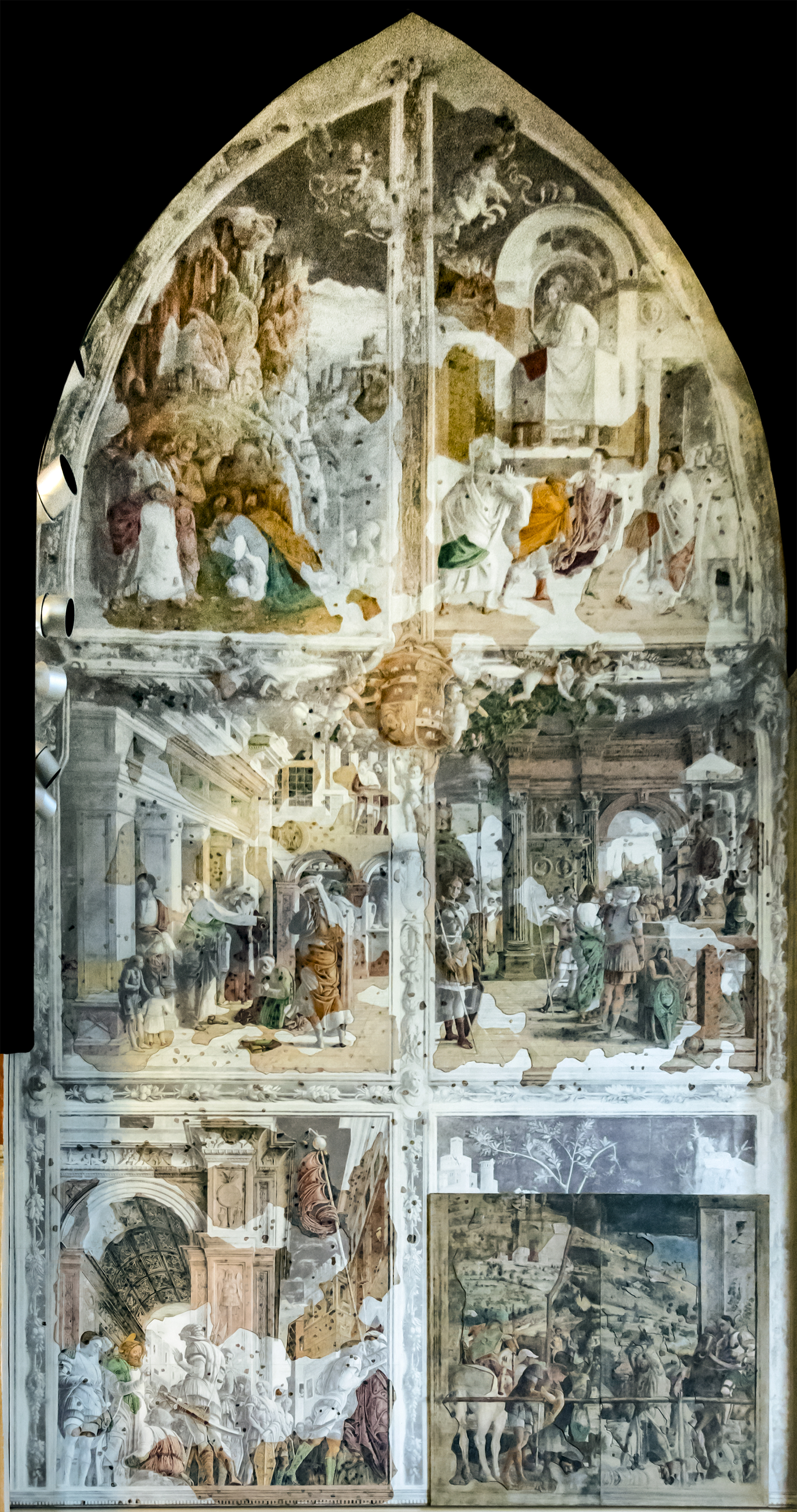
Histoires de saint Jean Aspect actuel
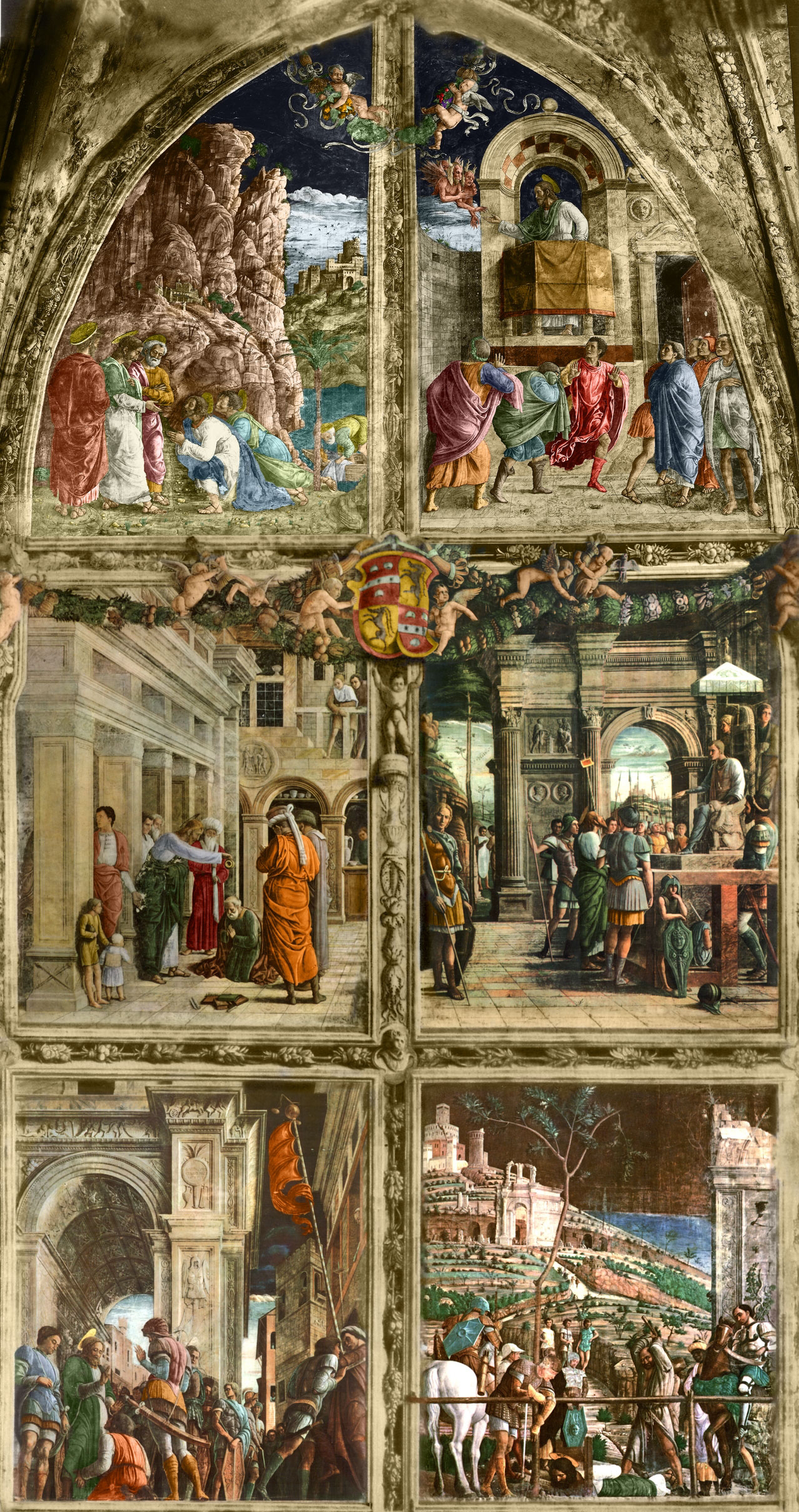
Reconstruction numérique